# مطار تينغشونغ توفينغ
مطار تينغشونغ توفينغ (بالصينية: 腾冲驼峰机场) (إياتا: TCZ، إيكاو: ZUTC) مطار عام يقع بمدينة Tengchong في يونان في الصين. يبلغ طول المدرج 2350 م . يقع على بعد 12 كيلومترًا جنوب مركز المدينة. افتتخ المطار في 16 فبراير 2009. نظرًا للطلب المتزايد، خاصة من السياحة الداخلية، افتتح مبنى جديد وأكبر بكثير (المبنى رقم 2) في 9 سبتمبر 2018.

## شركات الطيران والوجهات
| شركـات طيـران          | الوجهات |
| ---------------------- | --- |
| Air Travel ‏            | مطار سنن شوفانغ الدولي، مطار يبين واليانجي |
| خطوط شرق الصين الجوية  | مطار بكين داشينغ الدولي، مطار تشنغدو تيانفو الدولي، مطار كونمينغ جانغشوي الدولي، مطار شانغهاي هونغكياو الدولي                                                                                         |
| خطوط جنوب الصين الجوية | مطار قوانغتشو باييون الدولي، مطار تشنغتشو الدولي |
| Chongqing Airlines     | مطار تشونغتشينغ جيانغبى الدولي |
| Kunming Airlines       | مطار تشونغتشينغ جيانغبى الدولي، مطار كونمينغ جانغشوي الدولي، مطار ديهونغ مانغشي، مطار نانينغ وشو الدولي، مطار شيان شيانيانغ الدولي، مطار شينتشو وتايشهان، مطار شيشوانغباننا غاسا، مطار تشنغتشو الدولي |
| خطوط لاكي الجوية       | مطار كونمينغ جانغشوي الدولي |
| Ruili Airlines         | مطار تشانغشا هوانغوا الدولي، مطار كونمينغ جانغشوي الدولي، مطار نانينغ وشو الدولي، مطار جينجيانغ تشيوانتشو، مطار تشوهاى جينوان                                                                         |

## وصلات خارجية
- http://www.flightstats.com/go/Airport/airportDetails.do?airportCode=TCZ